# Индиана Хузерс (баскетбол)
Индиана Хузерс (англ. Indiana Hoosiers) — студенческая баскетбольная команда, представляющая Индианский университет в Блумингтоне в первом баскетбольном мужском дивизионе NCAA. Располагается в Блумингтоне (штат Индиана). В настоящее время команда выступает в конференции Big Ten. Домашние игры проводит в «Эссембли-холле». За свою историю команда пять раз становилась чемпионом первого дивизиона NCAA (1940, 1953, 1976, 1981, 1987) — первые два раза под руководством тренера Бранча Маккрекена, а следующие три под руководством Боба Найта. По количеству чемпионских титулов «Хузерс» делят третье место вместе с Северной Каролиной, уступая по этому показателю лишь УКЛА (11) и Кентукки (8). Баскетбольная команда «Хузерс» 1976 года является последним непобеждённым чемпионом NCAA и многими считается лучшей командой в истории студенческого баскетбола.
«Хузерс» занимает седьмое место по количеству участий в турнирах NCAA (39), седьмое по количеству побед в турнирах NCAA (64), девятое по количеству участий в Финале четырёх (8) и десятое по общему количеству побед. «Хузерс» 22 раза становились чемпионами конференции Big Ten и обладают лучшим процентом побед в конференционных играх (около 60 %). 53 игрока Индианы выбирались в символическую сборную Big Ten, что также является рекордом конференции. «Хузерс» также занимают восьмое место по количеству попаданий в рейтинг AP и шестое место по количеству недель, проведённых под первым номером этого рейтинга.

## Достижения
- Чемпион NCAA: 1940, 1953, 1976, 1981, 1987
- Финалист NCAA: 2002
- Полуфиналист NCAA: 1940, 1953, 1973, 1976, 1981, 1987, 1992, 2002
- Четвертьфиналист NCAA: 1940, 1953, 1973, 1975, 1976, 1981, 1984, 1987, 1992, 1993, 2002
- 1/8 NCAA: 1953, 1954, 1958, 1967, 1973, 1975, 1976, 1978, 1980, 1981, 1983, 1984, 1987, 1989, 1991, 1992, 1993, 1994, 2002, 2012, 2013, 2016
- Участие в NCAA: 1940, 1953, 1954, 1958, 1967, 1973, 1975, 1976, 1978, 1980, 1981, 1982, 1983, 1984, 1986, 1987, 1988, 1989, 1990, 1991, 1992, 1993, 1994, 1995, 1996, 1997, 1998, 1999, 2000, 2001, 2002, 2003, 2006, 2007, 2008, 2012, 2013, 2015, 2016
- Победители регулярного чемпионата конференции: 1926, 1928, 1936, 1953, 1954, 1957, 1958, 1967, 1973, 1974, 1975, 1976, 1980, 1981, 1983, 1987, 1989, 1991, 1993, 2002, 2013, 2016